# Odtoková hrana

Řez profilem křídla s červeně zdůrazněnou odtokovou hranou

Odtoková hrana je zadní část křídla či listu vrtule, kde se setkává vzduch, který byl rozdělen náběžnou hranou křídla.
Odtoková hrana bývá zakončena ploškou nebo zaoblením; ostrá hrana by byla nepraktická – zranitelnější a s vyššími výrobními náklady.
Na odtokové hraně křídla lze také najít jiné části letadla mezi něž patří:
- vztlakové klapky
- křidélka
- elevony
- trimovací plošky
- kormidla směrových a výškových ocasních ploch (to jest výškovku a směrovku)